# Brendon Hartley
Brendon Hartley (Palmerston North, 1989. november 10.) új-zélandi autóversenyző, a Le Mans-i 24 órás verseny háromszoros győztese.

## Pályafutása

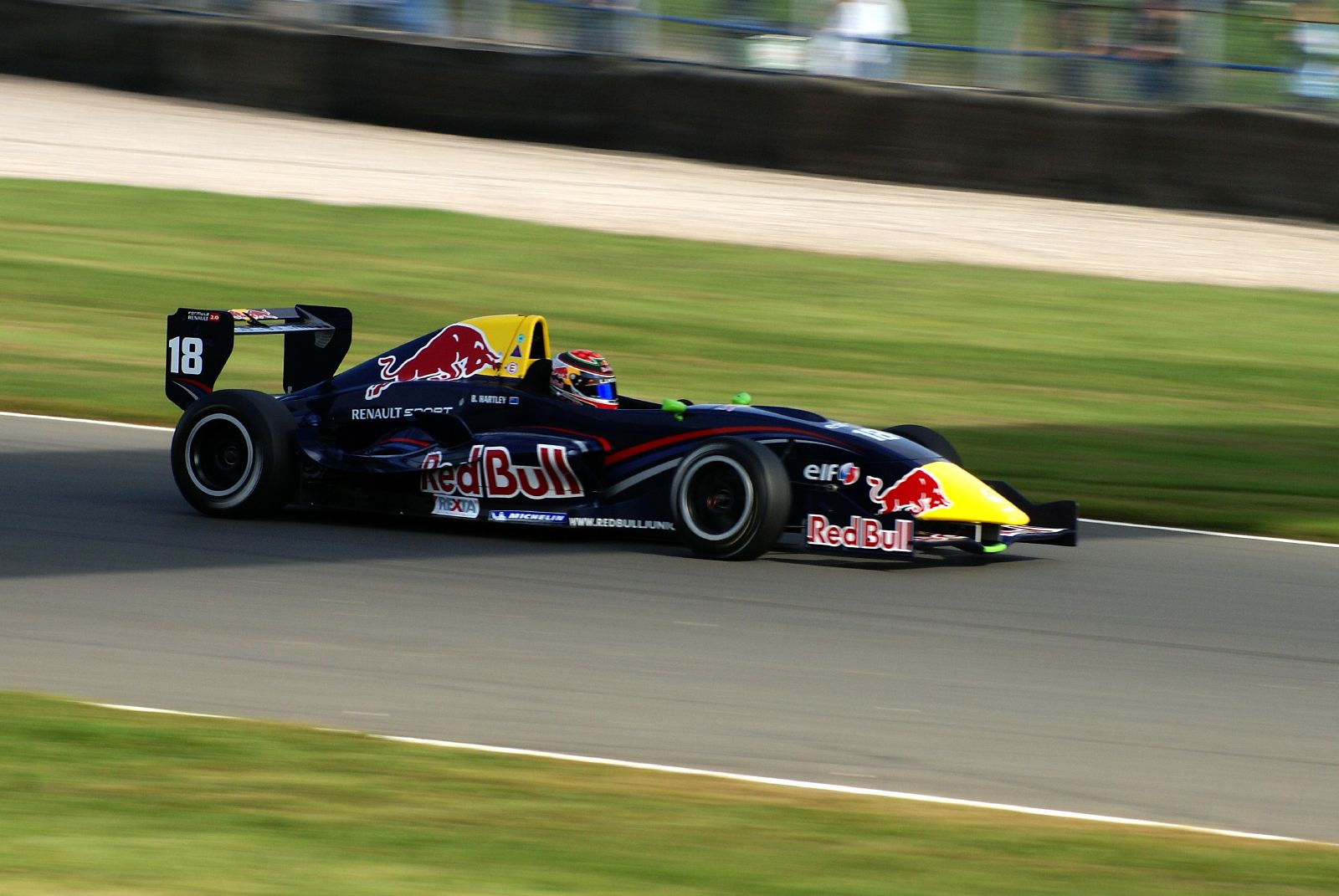
Hartley, a Formula Reanult Euroseries 2007-es világbajnoka

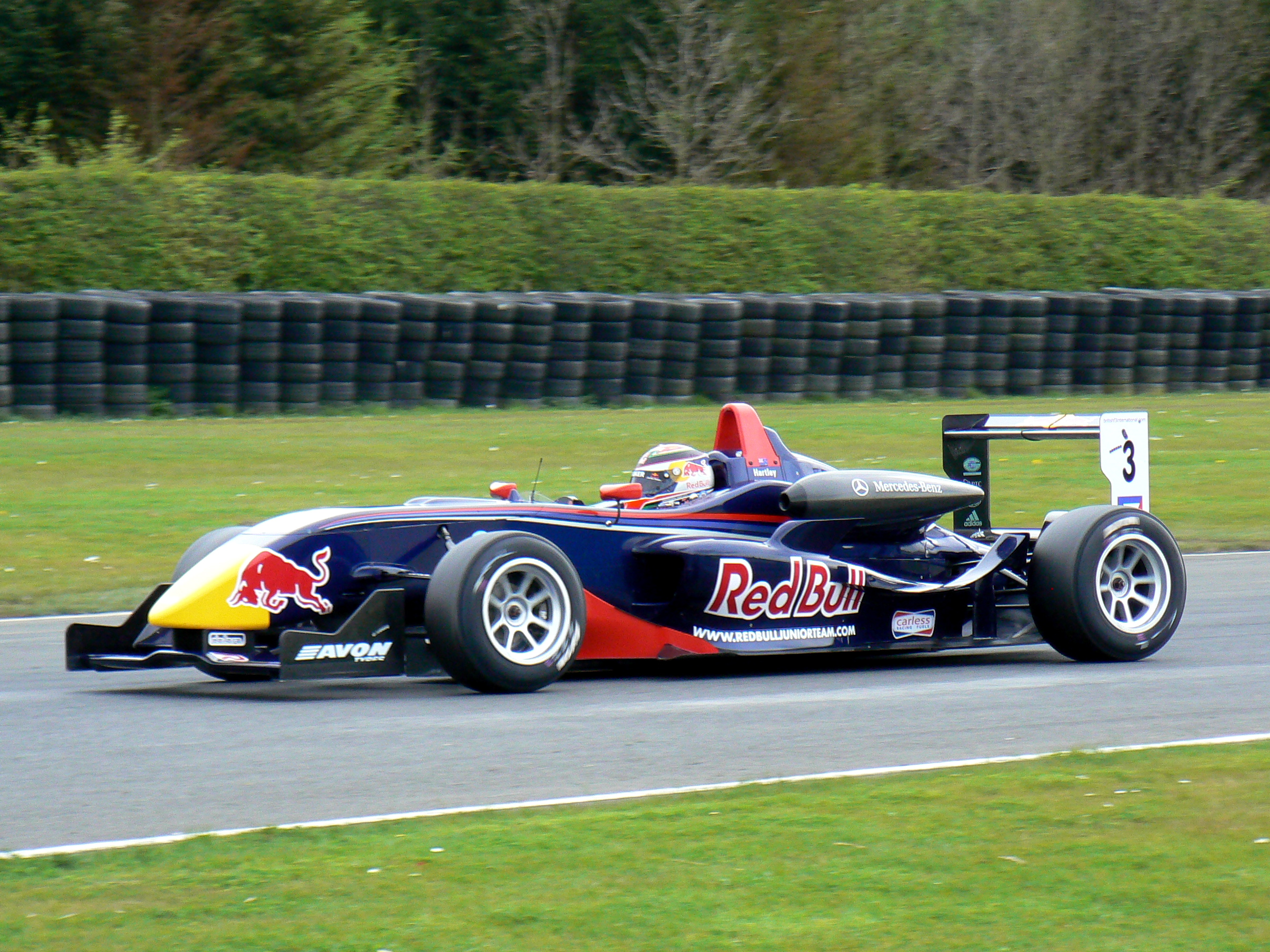
Hartley a Carlin Motorsport versenyzőjeként a Brit Formula–-es bajnokságban.

Hartley autóversenyzői családba született. Apja, Bryan, a motorsport számos formájában versenyzett, ám neve leginkább a Formula Atlantic sorozatból ismert. Hartley karrierjét a gokartban kezdte, a Kart Racing csapatnál, bátyja debütálása, Nelson után 6 évvel később. Hat évet szerepelt a gokartban, ezek után a Formula–1 sorozatban szerepelt, ahol számos veteránt megelőzve a hetedik helyen végzett. A nagy áttörést 2003-ban a Formula Ford új-zélandi szériájában való szereplés hozta, ahol Brendon ezüstérmes lett. Miután Európába költözött, a Formula Reanult Eurocup, valamint szintén e sorozat észak-európai szériában versenyzett, előbbiben 14., míg utóbbiban 10. lett. Versenyzett az olasz szériákban is, ahol bronzérmet szerzett, valamint a Formula Reanult Eurocup szériájában második aktív évében világbajnoki címet szerzett 2007-ben. Ugyanebben az évben bemutatkozott a Formula–3 Masters sorozatban is.
2008-ban Brendon a Brit Formula–3-as bajnokságban versenyzett a Carlin Motorsport tagjaként, itt ötször aratott győzelmet és összetettben harmadik lett Jaime Alguersuari, majd később Oliver Turvey csapattársaként.

### Formula–1
2008 februárjában, 18 évesen Hartley először tesztelhette a Toro Rosso csapat autóját, az STR3-at. Hivatalosan ő lett a csapat tesztpilótája. A szezon utolsó tesztje előtt Mark Webber lábtörést szenvedett és a Red Bull Racing Hartleyt választotta helyettesének.
2009 áprilisában az FIA Hartleynek szuperlicencet adott, ő váltotta fel az egykori Formula–es pilóta, David Coulthard szerepét Melbourne-ben, illetve Sepangban, mint harmadik számú pilóta, valamint a Toro Rosso csapatnál Jaime Alguersuari helyett is végig tesztelt a szezon második felében. A szezon végén a csapatok a spanyolországi Jerezben teszteltek, a Toro Rossóval Hartley és Mirko Bortolotti.
A 2010-es szezonban hivatalossá vált, hogy Brendon a Red Bull, illetve a Toro Rosso csapatok harmadik számú pilótája. 2010 júliusában a Red Bull megvált tőle, annak ellenére hogy a gyárban a szimulátoros fejlesztéseken remek munkát végzett.
A 2012-es szezonra leigazolta őt a Mercedes GP és a magny-cours-i ifjoncteszten autóba is ülhetett. 2017. október 13-án a Toro Rosso bejelentette, hogy Austinban Hartley-t versenyezteti Pierre Gasly helyett. November 16-án hivatalossá vált, hogy 2018-ban is ő vezeti a Toro Rosso egyik autóját.

## Eredményei

### Karrier összefoglaló
| Szezon  | Bajnokság                       | Csapat                  | Verseny     | Győzelem    | Pole        | Leggyorsabb kör | Dobogós helyezés | Pont        | Helyezés    |
| ------- | ------------------------------- | ----------------------- | ----------- | ----------- | ----------- | --------------- | ---------------- | ----------- | ----------- |
| 2002–03 | Formula First Új-Zéland         |                         | 6           | 0           | ?           | ?               | 0                | 335         | 8.          |
| 2003–04 | Formula Ford Új-Zéland          | 18                      | 6           | 6           | 3           | 9               | 239              | 2.          |             |
| 2005    | Toyota Racing Series            | GVI                     | 15          | 3           | 1           | 2               | 7                | 807         | 3.          |
| 2005–06 | Toyota Racing Series            | Victory Motorsport      | 12          | 1           | 0           | 0               | 8                | 711         | 8.          |
| 2006    | Formula Renault 2.0 NEC         | Motorsport Arena        | 14          | 0           | 0           | 1               | 1                | 151         | 10.         |
| 2006    | Formula Renault 2.0 Európa-kupa | Motorsport Arena        | 14          | 0           | 0           | 0               | 0                | 21          | 13.         |
| 2006–07 | Toyota Racing Series            | Mark Petch Motorsport   | 1           | 0           | 0           | 0               | 0                | 0           | HN          |
| 2007    | Formula Renault 2.0 Európa-kupa | Epsilon Red Bull Team   | 14          | 4           | 6           | 4               | 8                | 134         | 1.          |
| 2007    | Olasz Formula Renault 2.0       | Epsilon Red Bull Team   | 14          | 1           | 1           | 5               | 5                | 236         | 3.          |
| 2007    | Masters of Formula–3            | ASL Mücke Motorsport    | 1           | 0           | 0           | 0               | 0                | —           | 4.          |
| 2007    | Makaói nagydíj                  | Carlin                  | 1           | 0           | 0           | 0               | 0                | —           | 12.         |
| 2008    | Brit Formula–3-as bajnokság     | Carlin                  | 22          | 5           | 5           | 4               | 11               | 208         | 3.          |
| 2008    | Formula–3 Euroseries            | Carlin                  | 6           | 0           | 0           | 0               | 0                | 0           | HN†         |
| 2008    | Formula–3 Euroseries            | RC Motorsport           | 2           | 0           | 0           | 0               | 0                | 0           | HN†         |
| 2008    | Masters of Formula–3            | Carlin Motorsport       | 1           | 0           | 0           | 0               | 0                | —           | 5.          |
| 2008    | Makaói nagydíj                  | Carlin Motorsport       | 1           | 0           | 0           | 1               | 1                | —           | 3.          |
| 2008    | Formula–1                       | Scuderia Toro Rosso     | Tesztpilóta | Tesztpilóta | Tesztpilóta | Tesztpilóta     | Tesztpilóta      | Tesztpilóta | Tesztpilóta |
| 2009    | Formula–3 Euroseries            | Carlin                  | 16          | 1           | 0           | 0               | 1                | 15          | 11.         |
| 2009    | Makaói nagydíj                  | Carlin                  | 1           | 0           | 0           | 0               | 0                | —           | HN          |
| 2009    | Formula Renault 3.5 Series      | Tech 1 Racing           | 13          | 0           | 1           | 3               | 1                | 26          | 15.         |
| 2009    | Formula–1                       | Scuderia Toro Rosso     | Tesztpilóta | Tesztpilóta | Tesztpilóta | Tesztpilóta     | Tesztpilóta      | Tesztpilóta | Tesztpilóta |
| 2009    | Formula–1                       | Red Bull Racing         | Tesztpilóta | Tesztpilóta | Tesztpilóta | Tesztpilóta     | Tesztpilóta      | Tesztpilóta | Tesztpilóta |
| 2010    | Formula Renault 3.5 Series      | Tech 1 Racing           | 11          | 0           | 0           | 2               | 1                | 50          | 10.         |
| 2010    | Formula Renault 3.5 Series      | P1 Motorsport           | 2           | 0           | 0           | 0               | 0                | 50          | 10.         |
| 2010    | GP2                             | Scuderia Coloni         | 4           | 0           | 0           | 0               | 0                | 1           | 27.         |
| 2010    | Formula–1                       | Scuderia Toro Rosso     | Tesztpilóta | Tesztpilóta | Tesztpilóta | Tesztpilóta     | Tesztpilóta      | Tesztpilóta | Tesztpilóta |
| 2010    | Formula–1                       | Red Bull Racing         | Tesztpilóta | Tesztpilóta | Tesztpilóta | Tesztpilóta     | Tesztpilóta      | Tesztpilóta | Tesztpilóta |
| 2011    | Formula Renault 3.5 Series      | Gravity–Charouz Racing  | 16          | 0           | 0           | 2               | 3                | 95          | 7.          |
| 2011    | GP2                             | Ocean Racing Technology | 4           | 0           | 0           | 0               | 0                | 4           | 19.         |
| 2012    | GP2                             | Ocean Racing Technology | 4           | 0           | 0           | 0               | 0                | 1           | 25.         |
| 2012    | Európai Le Mans-széria          | Murphy Prototypes       | 2           | 0           | 0           | 1               | 1                | 15          | 10.         |
| 2012    | Le Mans-i 24 órás verseny       | Murphy Prototypes       | 1           | 0           | 0           | 0               | 0                | —           | Kiesett     |
| 2012    | Formula–1                       | Mercedes AMG F1         | Tesztpilóta | Tesztpilóta | Tesztpilóta | Tesztpilóta     | Tesztpilóta      | Tesztpilóta | Tesztpilóta |
| 2013    | Rolex Sports Car Series         | Starworks Motorsport    | 11          | 1           | 1           | 2               | 2                | 252         | 12.         |
| 2013    | Európai Le Mans-széria          | Murphy Prototypes       | 5           | 1           | 1           | 4               | 2                | 64          | 5.          |
| 2013    | Le Mans-i 24 órás verseny       | Murphy Prototypes       | 1           | 0           | 0           | 0               | 0                | —           | 6.          |
| 2013    | Formula–1                       | Mercedes AMG F1         | Tesztpilóta | Tesztpilóta | Tesztpilóta | Tesztpilóta     | Tesztpilóta      | Tesztpilóta | Tesztpilóta |
| 2014    | WEC                             | Porsche LMP Team        | 8           | 0           | 1           | 0               | 3                | 64.5        | 9.          |
| 2014    | Le Mans-i 24 órás verseny       | Porsche LMP Team        | 1           | 0           | 0           | 0               | 0                | —           | HN          |
| 2015    | WEC                             | Porsche LMP Team        | 8           | 4           | 5           | 2               | 6                | 166         | 1.          |
| 2015    | Le Mans-i 24 órás verseny       | Porsche LMP Team        | 1           | 0           | 0           | 0               | 0                | —           | 2.          |
| 2016    | WEC                             | Porsche LMP Team        | 9           | 4           | 2           | 3               | 6                | 134,5       | 4.          |
| 2016    | Le Mans-i 24 órás verseny       | Porsche LMP Team        | 1           | 0           | 0           | 0               | 0                | —           | 13.         |
| 2017    | Formula–1                       | Scuderia Toro Rosso     | 4           | 0           | 0           | 0               | 0                | 0           | 23.         |
| 2017    | WEC                             | Porsche LMP Team        | 9           | 4           | 2           | 2               | 8                | 208         | 1.          |
| 2017    | Le Mans-i 24 órás verseny       | Porsche LMP Team        | 1           | 1           | 0           | 0               | 1                | —           | 1.          |
| 2018    | Formula–1                       | Scuderia Toro Rosso     | 21          | 0           | 0           | 0               | 0                | 4           | 19.         |
| 2018–19 | WEC                             | SMP Racing              | 1           | 0           | 0           | 0               | 1                | 19          | 18.         |
| 2019–20 | WEC                             | Toyota Gazoo Racing     | 4           | 1           | 1           | 0               | 4                | 202         | 2.          |
| 2019–20 | Formula–E                       | Geox Dragon             | 5           | 0           | 0           | 0               | 0                | 2           | 23.         |
| 2020    | Le Mans-i 24 órás verseny       | Toyota Gazoo Racing     | 1           | 1           | 0           | 0               | 1                | —           | 1.          |
| 2021    | WEC                             | Toyota Gazoo Racing     | 6           | 3           | 1           | 1               | 5                | 168         | 2.          |
| 2021    | Le Mans-i 24 órás verseny       | Toyota Gazoo Racing     | 1           | 0           | 0           | 1               | 1                | —           | 2.          |
| 2022    | WEC                             | Toyota Gazoo Racing     | 6           | 2           | 2           | 0               | 5                | 149         | 1.          |
| 2022    | Le Mans-i 24 órás verseny       | Toyota Gazoo Racing     | 1           | 1           | 1           | 0               | 1                | —           | 1.          |
| 2023    | WEC                             | Toyota Gazoo Racing     | 7           | 2           | 2           | 0               | 6                | 172         | 1.          |
| 2023    | Le Mans-i 24 órás verseny       | Toyota Gazoo Racing     | 1           | 0           | 0           | 0               | 1                | —           | 2.          |
| 2024    | WEC                             | Toyota Gazoo Racing     | 0           | 0           | 0           | 0               | 0                | —           | —           |
| 2024    | Le Mans-i 24 órás verseny       | Toyota Gazoo Racing     | 0           | 0           | 0           | 0               | 0                | —           | —           |

† Hartley meghívott versenyző volt, így nem volt jogosult a pontszerzésre.
* A szezon jelenleg is zajlik.

### Teljes Brit Formula–3-as bajnokság eredménysorozata
(Táblázat értelmezése)

(Félkövér: pole-pozícióból indult; dőlt: leggyorsabb kört futott) 

| Év   | Csapat            | 1        | 2       | 3        | 4       | 5       | 6        | 7        | 8       | 9       | 10       | 11    | 12      | 13      | 14       | 15      | 16      | 17      | 18      | 19    | 20      | 21      | 22       | Helyezés | Pont |
| ---- | ----------------- | -------- | ------- | -------- | ------- | ------- | -------- | -------- | ------- | ------- | -------- | ----- | ------- | ------- | -------- | ------- | ------- | ------- | ------- | ----- | ------- | ------- | -------- | -------- | ---- |
| 2008 | Carlin Motorsport | OUL 1 Ki | OUL 2 4 | CRF 1 Ki | CRF 2 1 | MNZ 1 2 | MNZ 2 Ki | ROC 1 10 | ROC 2 8 | SNE 1 3 | SNE 2 Ki | THR 1 | THR 2 1 | BRH 1 8 | BRH 2 Ki | SPA 1 2 | SPA 2 1 | SIL 1 2 | SIL 2 9 | BUC 1 | BUC 2 3 | NÜR 1 2 | NÜR 2 Ki | 3.       | 208  |

### Teljes GP2-es eredménysorozata
| Év   | Csapat                  | 1       | 2       | 3           | 4           | 5           | 6           | 7       | 8       | 9       | 10      | 11      | 12      | 13      | 14      | 15        | 16        | 17         | 18         | 19        | 20        | 21      | 22      | 23      | 24      | Helyezés | Pont |
| ---- | ----------------------- | ------- | ------- | ----------- | ----------- | ----------- | ----------- | ------- | ------- | ------- | ------- | ------- | ------- | ------- | ------- | --------- | --------- | ---------- | ---------- | --------- | --------- | ------- | ------- | ------- | ------- | -------- | ---- |
| 2010 | Scuderia Coloni         | ESP FEA | ESP SPR | MON FEA     | MON SPR     | TUR FEA     | TUR SPR     | EUR FEA | EUR SPR | GBR FEA | GBR SPR | GER FEA | GER SPR | HUN FEA | HUN SPR | BEL FEA   | BEL SPR   | ITA FEA Ki | ITA SPR Ki | UAE FEA 9 | UAE SPR 6 |         |         |         |         | 27.      | 1    |
| 2011 | Ocean Racing Technology | TUR FEA | TUR SPR | ESP FEA     | ESP SPR     | MON FEA     | MON SPR     | EUR FEA | EUR SPR | GBR FEA | GBR SPR | GER FEA | GER SPR | HUN FEA | HUN SPR | BEL FEA 5 | BEL SPR 9 | ITA FEA 22 | ITA SPR 20 |           |           |         |         |         |         | 19.      | 4    |
| 2012 | Ocean Racing Technology | MAL FEA | MAL SPR | BHR1 FEA 10 | BHR1 SPR Ki | BHR2 FEA 13 | BHR2 SPR 16 | ESP FEA | ESP SPR | MON FEA | MON SPR | EUR FEA | EUR SPR | GBR FEA | GBR SPR | GER FEA   | GER SPR   | HUN FEA    | HUN SPR    | BEL FEA   | BEL SPR   | ITA FEA | ITA SPR | SIN FEA | SIN SPR | 25.      | 1    |

### Teljes Formula–1-es eredménysorozata
(Táblázat értelmezése)

(Félkövér: pole-pozícióból indult; dőlt: leggyorsabb kört futott) 

| Év   | Csapat     | 1      | 2      | 3       | 4      | 5      | 6       | 7      | 8      | 9      | 10     | 11     | 12     | 13     | 14     | 15     | 16     | 17     | 18     | 19     | 20     | 21     | Helyezés | Pont |
| ---- | ---------- | ------ | ------ | ------- | ------ | ------ | ------- | ------ | ------ | ------ | ------ | ------ | ------ | ------ | ------ | ------ | ------ | ------ | ------ | ------ | ------ | ------ | -------- | ---- |
| 2017 | Toro Rosso | AUS    | CHN    | BHR     | RUS    | ESP    | MON     | CAN    | AZE    | AUT    | GBR    | HUN    | BEL    | ITA    | SIN    | MAL    | JPN    | USA 13 | MEX Ki | BRA Ki | UAE 15 |        | 23.      | 0    |
| 2018 | Toro Rosso | AUS 15 | BHR 17 | CHN 20† | AZE 10 | ESP 12 | MON 19† | CAN Ki | FRA 14 | AUT Ki | GBR Ki | GER 10 | HUN 11 | BEL 14 | ITA Ki | SIN 17 | RUS Ki | JPN 13 | USA 9  | MEX 14 | BRA 11 | UAE 12 | 19.      | 4    |

† A versenyt nem fejezte be, de helyezését értékelték, mert a versenytáv több, mint 90%-át teljesítette.

### Teljes Formula–E eredménylistája
| Év      | Csapat      | 1      | 2     | 3      | 4      | 5      | 6   | 7   | 8   | 9   | 10  | 11  | Helyezés | Pont |
| ------- | ----------- | ------ | ----- | ------ | ------ | ------ | --- | --- | --- | --- | --- | --- | -------- | ---- |
| 2019–20 | Geox Dragon | ADR 19 | ADR 9 | SAN Ki | MEX 12 | MAR 19 | BER | BER | BER | BER | BER | BER | 23.      | 2    |

### Le Mans-i 24 órás autóverseny
| Év   | Csapat              | Csapattárs                        | Autó                | Kategória | Kör | Összetett Helyezés | Kategória Helyezés |
| ---- | ------------------- | --------------------------------- | ------------------- | --------- | --- | ------------------ | ------------------ |
| 2012 | Murphy Prototypes   | Jody Firth Warren Hughes          | Oreca 03-Nissan     | LMP2      | 196 | Kiesett            | Kiesett            |
| 2013 | Murphy Prototypes   | Karun Chandhok Mark Patterson     | Oreca 03-Nissan     | LMP2      | 319 | 12.                | 6.                 |
| 2014 | Porsche Team        | Timo Bernhard Mark Webber         | Porsche 919 Hybrid  | LMP1-H    | 346 | HN                 | HN                 |
| 2015 | Porsche Team        | Timo Bernhard Mark Webber         | Porsche 919 Hybrid  | LMP1      | 394 | 2.                 | 2.                 |
| 2016 | Porsche Team        | Timo Bernhard Mark Webber         | Porsche 919 Hybrid  | LMP1      | 346 | 13.                | 5.                 |
| 2017 | Porsche Team        | Timo Bernhard Earl Bamber         | Porsche 919 Hybrid  | LMP1      | 367 | 1.                 | 1.                 |
| 2020 | Toyota Gazoo Racing | Sébastien Buemi Nakadzsima Kazuki | Toyota TS050 Hybrid | LMP1      | 387 | 1.                 | 1.                 |
| 2021 | Toyota Gazoo Racing | Sébastien Buemi Nakadzsima Kazuki | Toyota GR010 Hybrid | Hypercar  | 369 | 2.                 | 2.                 |
| 2022 | Toyota Gazoo Racing | Sébastien Buemi Hirakava Rjó      | Toyota GR010 Hybrid | Hypercar  | 380 | 1.                 | 1.                 |
| 2023 | Toyota Gazoo Racing | Sébastien Buemi Hirakava Rjó      | Toyota GR010 Hybrid | Hypercar  | 342 | 2.                 | 2.                 |
| 2024 | Toyota Gazoo Racing | Sébastien Buemi Hirakava Rjó      | Toyota GR010 Hybrid | Hypercar  |     |                    |                    |

### Teljes FIA World Endurance Championship eredménysorozata
| Év      | Csapat              | Osztály  | Kasztni             | Motor                           | 1      | 2      | 3      | 4     | 5     | 6     | 7     | 8      | 9     | Helyezés | Pont  |
| ------- | ------------------- | -------- | ------------------- | ------------------------------- | ------ | ------ | ------ | ----- | ----- | ----- | ----- | ------ | ----- | -------- | ----- |
| 2012    | Murphy Prototypes   | LMP2     | Oreca 03            | Nissan VK45DE 4.5 L V8          | SEB    | SPA 3  | LMS Ki | SIL 9 | SAO   | BHR   | FUJ   | SHA    |       | HN†      | 0     |
| 2013    | Murphy Prototypes   | LMP2     | Oreca 03            | Nissan VK45DE 4.5 L V8          | SIL    | SPA    | LMS 7  | SAO   | COA   | FUJ   | SHA   | BHR    |       | HN†      | 0     |
| 2014    | Porsche Team        | LMP1     | Porsche 919 Hybrid  | Porsche 2.0 L Turbo V4 (Hybrid) | SIL 3  | SPA 12 | LMS Hn | COA 5 | FUJ 3 | SHA 6 | BHR 3 | SAO Ki |       | 9.       | 64,5  |
| 2015    | Porsche Team        | LMP1     | Porsche 919 Hybrid  | Porsche 2.0 L Turbo V4 (Hybrid) | SIL Ki | SPA 3  | LMS 2  | NÜR 1 | COA 1 | FUJ 1 | SHA 1 | BHR 5  |       | 1.       | 166   |
| 2016    | Porsche Team        | LMP1     | Porsche 919 Hybrid  | Porsche 2.0 L Turbo V4 (Hybrid) | SIL Ki | SPA 26 | LMS 10 | NÜR 1 | MEX 1 | COA 1 | FUJ 3 | SHA 1  | BHR 3 | 4.       | 134,5 |
| 2017    | Porsche LMP Team    | LMP1     | Porsche 919 Hybrid  | Porsche 2.0 L Turbo V4 (Hybrid) | SIL 2  | SPA 3  | LMS 1  | NÜR 1 | MEX 1 | COA 1 | FUJ 4 | SHA 2  | BHR   | 1.       | 190   |
| 2018–19 | SMP Racing          | LMP1     | BR Engineering BR1  | AER P60B 2.4 L Turbo V6         | SPA    | LMS    | SIL    | FUJ   | SHA   | SEB 3 | SPA   | LMS    |       | 18.      | 19    |
| 2019–20 | Toyota Gazoo Racing | LMP1     | Toyota TS050 Hybrid | Toyota 2.4 L Turbo V6           | SIL 2  | FUJ 1  | SHA 2  | BHR 2 | COA 2 | SEB 2 | SPA 1 | LMS 2  |       | 2.       | 202   |
| 2021    | Toyota Gazoo Racing | Hypercar | Toyota GR010 Hybrid | Toyota 3.5 L Turbo V6 (Hybrid)  | SPA 1  | ALG 1  | MNZ 4  | LMS 2 | BHR 2 | BHR 1 |       |        |       | 2.       | 168   |
| 2022    | Toyota Gazoo Racing | Hypercar | Toyota GR010 Hybrid | Toyota 3.5 L Turbo V6 (Hybrid)  | SEB 2  | SPA Ki | LMS 1  | MNZ 2 | FUJ 1 | BHR 2 |       |        |       | 1.       | 149   |
| 2023    | Toyota Gazoo Racing | Hypercar | Toyota GR010 Hybrid | Toyota 3.5 L Turbo V6 (Hybrid)  | SEB 2  | ALG 1  | SPA 2  | LMS 2 | MNZ 6 | FUJ 2 | BHR 1 |        |       | 1.       | 172   |
| 2024    | Toyota Gazoo Racing | Hypercar | Toyota GR010 Hybrid | Toyota 3.5 L Turbo V6 (Hybrid)  | QAT    | IMO    | SPA    | LMS   | SÃO   | COA   | FUJ   | BHR    |       | *        | *     |

* A szezon jelenleg is zajlik.
† Vendégversenyzőként nem volt jogosult pontokra.

### Teljes Rolex Sports Car eredménysorozata
| Év   | Csapat               | Gyártó | Motor | Kasztni | 1      | 2      | 3      | 4      | 5     | 6      | 7     | 8     | 9     | 10    | 11     | 12  | Helyezés | Pont |
| ---- | -------------------- | ------ | ----- | ------- | ------ | ------ | ------ | ------ | ----- | ------ | ----- | ----- | ----- | ----- | ------ | --- | -------- | ---- |
| 2013 | Starworks Motorsport | Riley  | BMW   | DP      | DAY 14 | TXS 13 | BAR 12 | ATL 10 | DET 8 | MDO 10 | WGL 3 | IMS 4 | ELK 1 | KAN 6 | LAG 16 | LRP | 12.      | 252  |

### Teljes WeatherTech SportsCar Championship eredménysorozata
| Év   | Csapat                                 | Osztály | Kasztni                | Motor                        | 1      | 2         | 3   | 4   | 5   | 6   | 7   | 8   | 9   | 10    | 11  | Helyezés | Pont |
| ---- | -------------------------------------- | ------- | ---------------------- | ---------------------------- | ------ | --------- | --- | --- | --- | --- | --- | --- | --- | ----- | --- | -------- | ---- |
| 2014 | Starworks Motorsport                   | P       | Riley Mk XXVI DP       | Dinan (BMW) 5.0 L V8         | DAY 17 | SEB       | LBH | LAG | DET | WGL | MOS | IMS | ELK | COA   | PET | 55.      | 15   |
| 2015 | Starworks Motorsport                   | P       | Riley Mk XXVI DP       | Dinan (BMW) 5.0 L V8         | DAY 9  | SEB Vi[1] | LBH | LAG | DET | WGL | MOS | ELK | COA | PET   |     | 30.      | 23   |
| 2016 | Ford Chip Ganassi Racing               | P       | Ford EcoBoost Riley DP | Ford EcoBoost 3.5 L V6 Turbo | DAY 5  | SEB       | LBH | LAG | DET | WGL | MOS | ELK | COA | PET   |     | 27.      | 27   |
| 2017 | Tequila Patrón ESM                     | P       | Nissan Onroak DPi      | Nissan 3.8 L Turbo V6        | DAY 7  | SEB 10    | LBH | COA | DET | WGL | MOS | ELK | LAG | PET 1 |     | 19.      | 80   |
| 2019 | Mustang Sampling Racing                | DPi     | Cadillac DPi-V.R       | Cadillac 5.5 L V8            | DAY    | SEB 3     | LBH | MDO | DET | WGL | MOS | ELK | LAG | PET   |     | 28.      | 30   |
| 2022 | Konica Minolta Acura ARX-05            | DPi     | Acura ARX-05           | Acura AR35TT 3.5 L Turbo V6  | DAY    | SEB       | LBH | LAG | MDO | DET | WGL | MOS | ELK | PET 6 |     | 22.      | 280  |
| 2023 | Wayne Taylor Racing/Andretti Autosport | GTP     | Acura ARX-06           | Acura AR24e 2.4 L Turbo V6   | DAY 2  | SEB       | LBH | LAG | WGL | MOS | ELK | IMS | PET |       |     | 19.      | 350  |

↑ 1:  – A 7-es rajtszámú autó visszalépett még a gyakorlás előtt.